# Never Knew Love like This Before
Never Knew Love like This Before è un singolo della cantante statunitense Stephanie Mills, pubblicato nel 1980 come secondo estratto dal quarto album Sweet Sensation. Autori del brano Never Knew Love like This Before sono James Mtume e Reggie Lucas.
Il brano Never Knew Love like This Before valse sia agli autori che all'interprete il Premio Grammy, mentre il singolo, pubblicato su etichetta 25th Century e prodotto da James Mtume e Reggie Lucas, raggiunse i primi posti delle classifiche in alcuni Paesi europei e fu disco d'oro negli Stati Uniti. Vari artisti hanno in seguito inciso una cover di Never Knew Love Like This Before.

## Descrizione
(Never Knew Love like This Before (1980))
Il brano Never Knew Love like This Before parla di una donna che dice di non sentirsi più sola, perché ha trovato l'uomo della sua vita (che definisce il suo "sole" e la sua "pioggia") e di non essere mai stata così innamorata prima d'ora e che il tempo non scalfirà questo amore.
Nell'ottobre 1980, il disco balzò in vetta alle classifica nei Paesi Bassi. Raggiunse inoltre il secondo posto della classifica in Belgio (nel novembre 1980).
Nel gennaio 1981, il singolo fu certificato disco d'oro negli Stati Uniti.
Il 25 febbraio 1981, ai Grammy Awards, il brano Never Knew Love Before fu premiato nella categoria "miglior canzone R&B" (in cui, nella scelta finale, superò i brani Upside Down, Let's Get Serious e Shining Star) e Stephanie Mills si aggiudicò il premio come "miglior perfomance femminile di un brano R&B e blues", superando, nella scelta finale, Aretha Franklin (con Can't Turn You Loose), Minnie Riperton (con Love Lives Forever) e Diana Ross (con Upside Down).

## Tracce
7"
1. Never Knew Love like This Before – 3:29 (James Mtume - Reggie Lucas)
2. Still Mine – 5:33

## Classifiche
| Classifica    | Posizione massima | Nr. di settimane |
| ------------- | ----------------- | ---------------- |
| Austria       | 11                | 4                |
| Belgio        | 2                 | 12/10            |
| Nuova Zelanda | 9                 | 22               |
| Paesi Bassi   | 1                 | 11               |

## Premi e riconoscimenti
- 1981: Premio Grammy come miglior canzone R&B[4]
- 1981: Premio Grammy a Stephanie Mills come miglior interpretazione femminile di un brano R&B e blues[4]

## Cover
Tra gli artisti che hanno inciso o eseguito pubblicamente una cover di Never Knew Love like This Before, figurano (in ordine alfabetico):
- Thomas Anders (singolo del 1995)
- Juliana Aquino (2008)
- Tory Beatty (1997)
- Deep Blue Organ Trio (versione strumentale, 2007)
- The Diamond Orchestra (versione strumentale, 1981)
- Charles Earland (versione strumentale, 1982)
- Tammy Harris (2007)
- Marcia Hines (2006)
- Lani Misalucha (2006)
- Natalia (con il titolo Never Knew Love[2][6], nell'album This Time del 2003)
- Organissimo (versione strumentale, 2017)
- Organiz' (con il titolo I Never Knew Love like This Before[2][7], 1999)
- Papik feat. Ronnie Jones (2018)
- Sinitta (1995)
- Jessie Ware (2013)
- Peter White (versione strumentale, 2016)
- Quinzie & Bob Sinclar (2023)

### La cover di Thomas Anders
Nel 1995, il cantante tedesco Thomas Anders (ex-Modern Talking) incise una cover di Never Knew Love like This Before, che uscì su CD Maxi, pubblicato dall'etichetta Polydor: si trattò del secondo singolo estratto dall'album Souled.

#### Tracce
CD Maxi
1. Never Knew Love like This Before – 3:50 (James Mtume - Reggie Lucas)
2. Will You Let Me Know – 4:20
3. Never Knew Love like This Before (Choir Remix) – 4:23 (James Mtume - Reggie Lucas)

CD Maxi (Remixes)
1. Never Knew Love like This Before (House Radio Edit) – 3:24
2. Never Knew Love like This Before (Rave Mix) – 5:45
3. Never Knew Love like This Before (Pop Mix Extended Version) – 5:55
4. Never Knew Love like This Before (House Extended Version) – 5:50
5. Never Knew Love like This Before (Lovelight Club Dub) – 4:52
6. Never Knew Love like This Before (Pop Mix Single Edit) – 4:52

### Adattamenti in altre lingue
- Il brano Never Knew Love like This Before è stato adattato in francese da Enrique Andreu con il titolo Sous ton soleil e interpretato in questa versione dai Foxies.[3]